# Kreidler

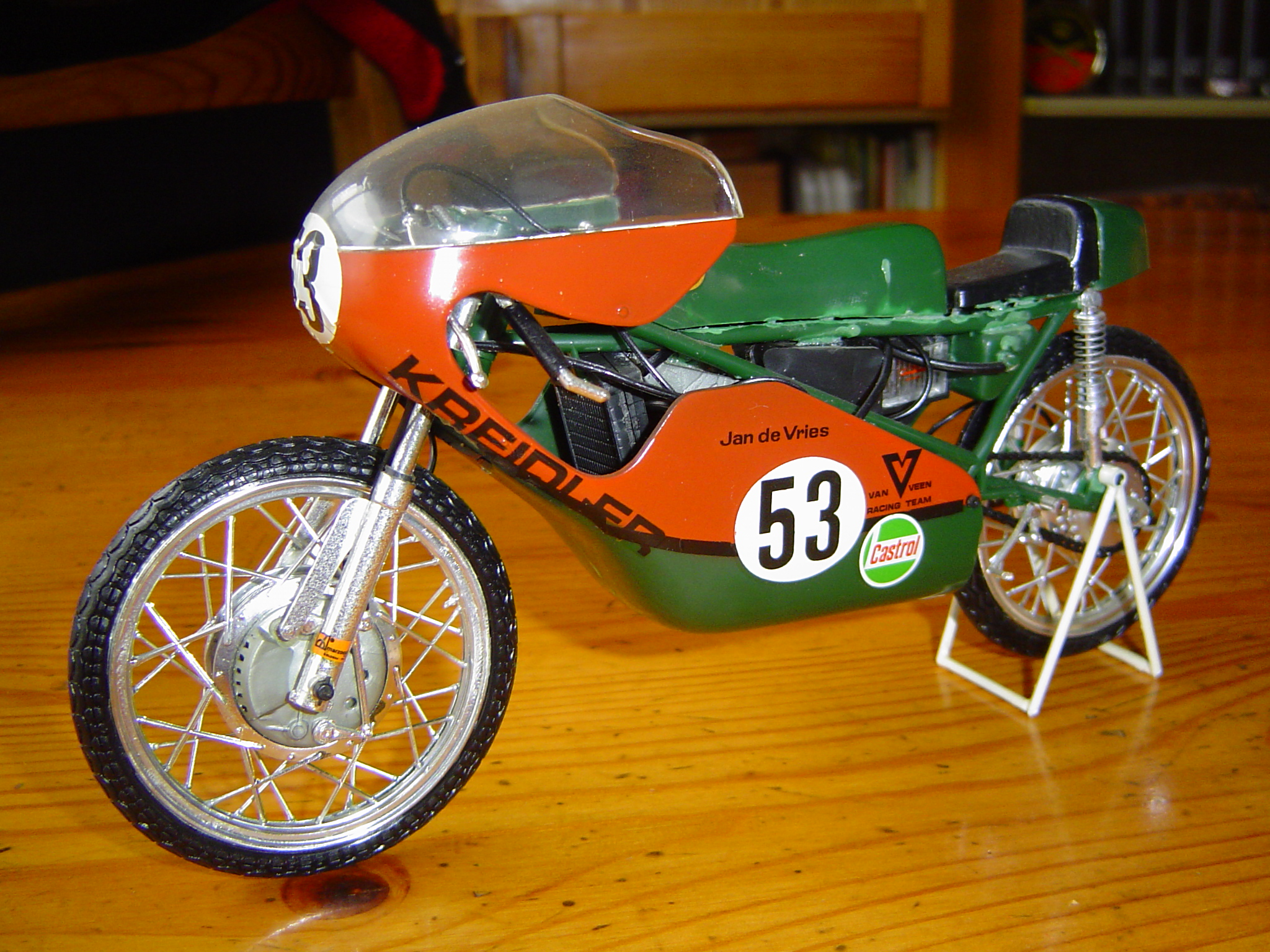
Kreidler 50 ccm (1971) mistra světa Jana de Vriese

Kreidler je německá firma zabývající se výrobou malých motocyklů a mopedů, sídlící v Kornwestheimu mezi Ludwigsburgem a Stuttgartem . Byla založena v roce 1903 jako Kreidlerova drátovna a zpracovna kovů. S výrobou motocyklů začal Anton Kreidler v roce 1951 a už v roce 1959 měl třetinový podíl na německém trhu.
Prvních sportovních úspěchů dosáhla firma roce 1970. V roce 1982 byla výroba zastavena a značku koupil obchodník Rudolf Scheidt, který je i majitelem Garelli. Na sportovních poli dosáhla značků úspěchů v silničních závodech a soutěžích enduro.

## Galerie

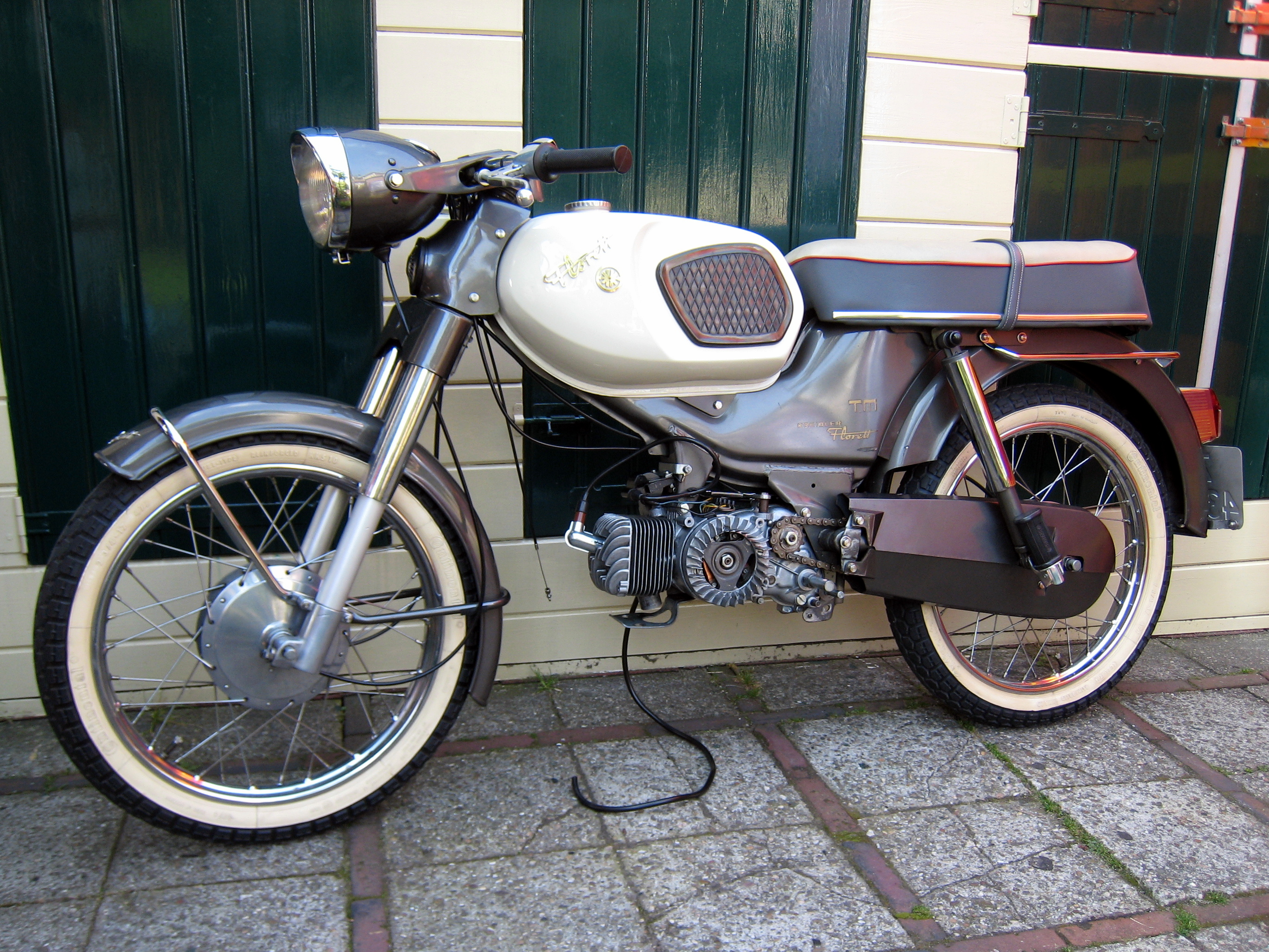
Kreidler TM K54 (1971)
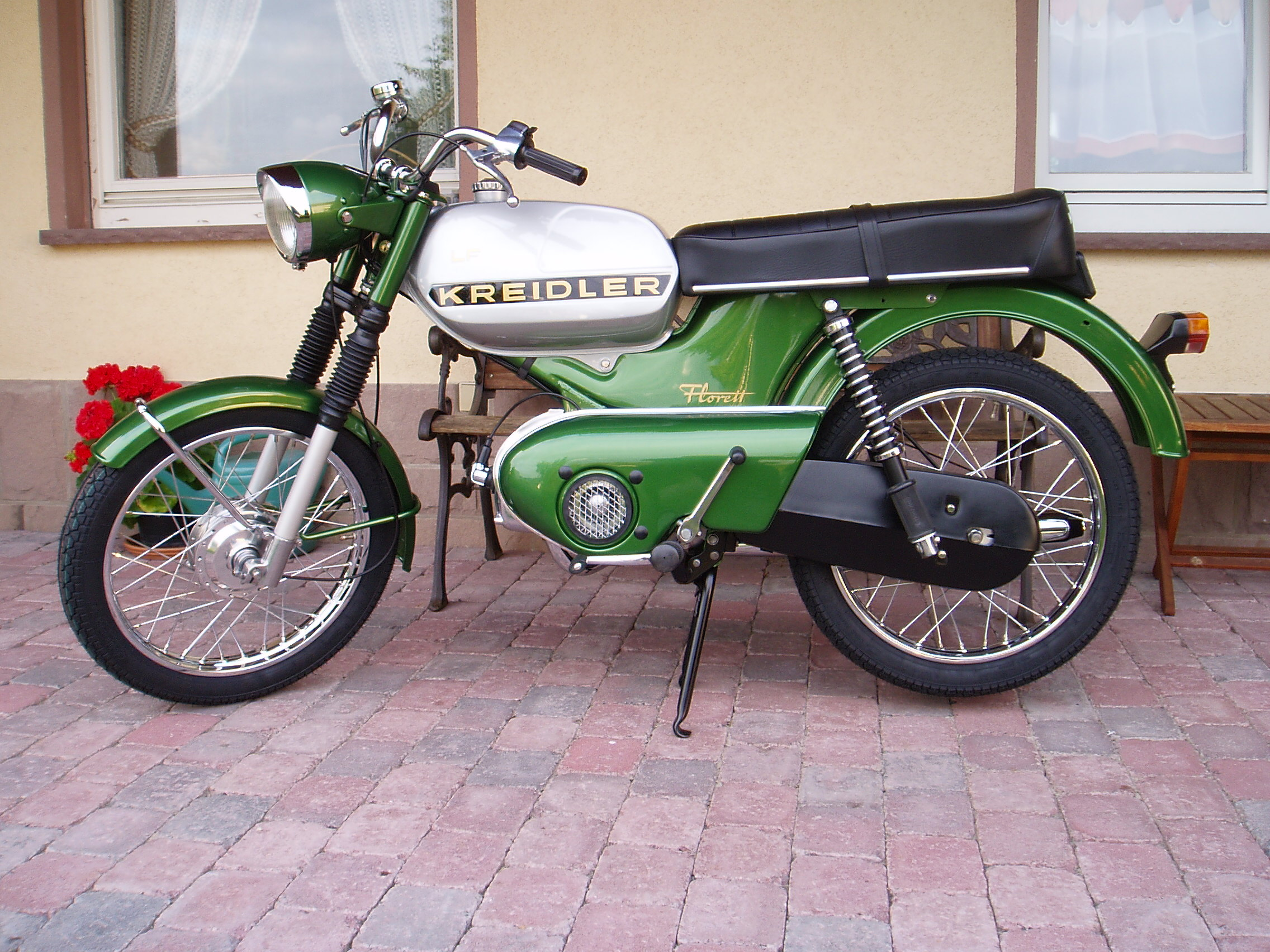
Kreidler Florett (1976)
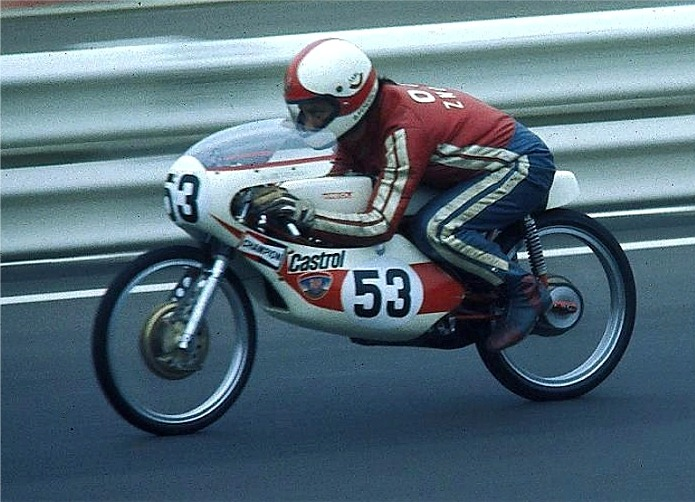
Kreidler 50 ccm (1976) Bedřicha Fendricha
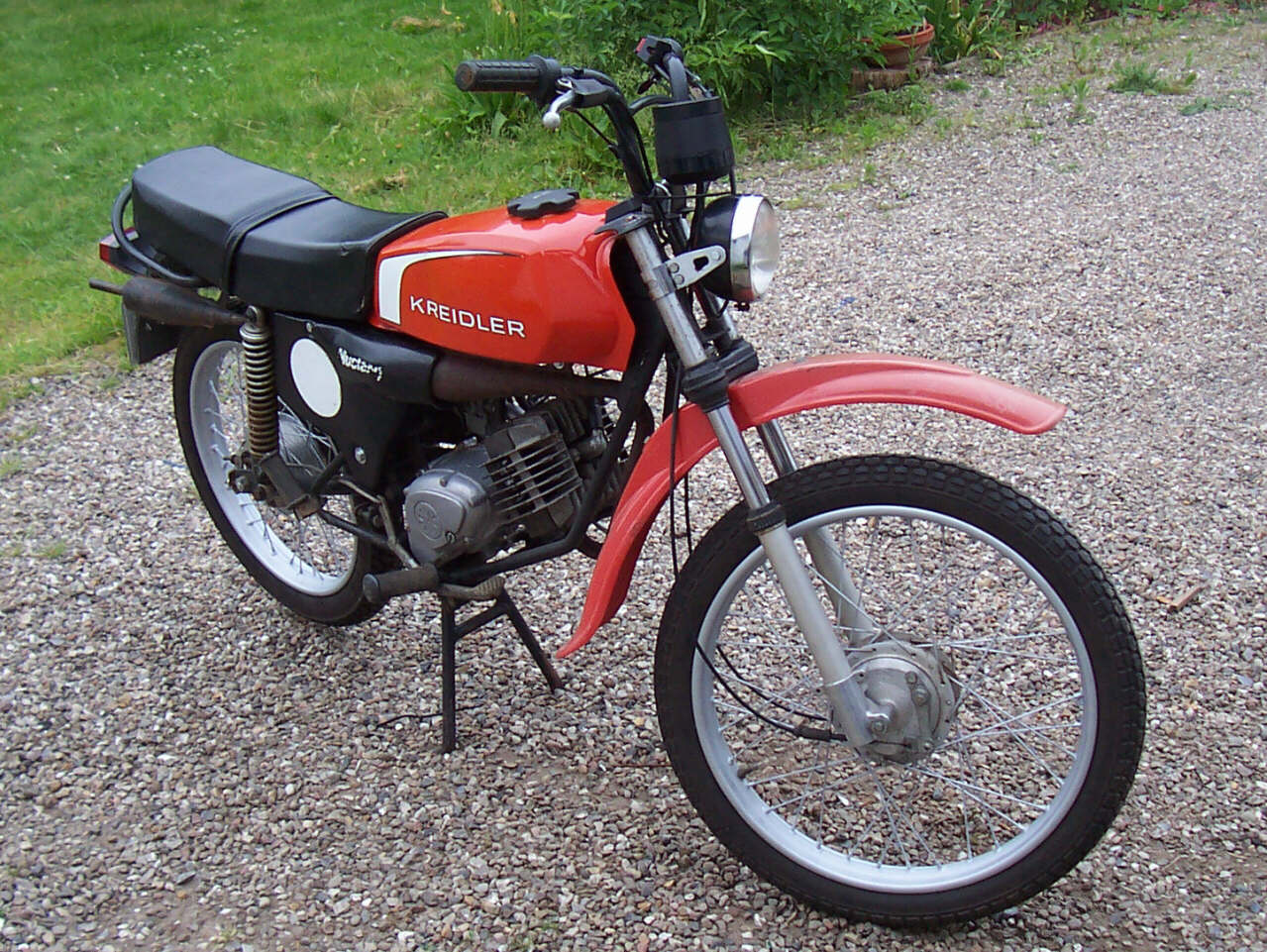
Kreidler Mustang (1980)